# Muďoul trojlaločný
Muďoul trojlaločný (Asimina triloba, česky také moďoul trojlaločný, v jazyce původních obyvatel Severní Ameriky Pawpaw, anglicky Common Pawpaw) je 11 metrů vysoký strom (v Česku roste jako asi 3 m vysoký keř). Druh je původní v Severní Americe, od nejjižnější části provincie Ontario a New York, na západ po stát Nebrasku a na jih po severní Floridu a východní Texas. Náleží do čeledi láhevníkovité (Annonaceae).

## Popis
Strom vysoký až 11 m (výjimečně až 14 m) s kmenem o průměru 20–30 cm. Hnědé ve stáří šednoucí výhony s opakvejčitými listy 10–25 cm (15–30 cm) dlouhé velkými s výrazným žilkováním. Listy jsou opadavé, šroubovitě uspořádané. Květy mají 4–5 cm  (2–5 cm) v průměru, jsou červenofialové barvy, vyrůstají v předjaří ve stejnou dobu, nebo těsně před rašením listů. Květy tvoří tři až šest okvětních plátků, celý květ má smrdutý zápach. Plodem jsou velké žlutozelené bobule 5–15 cm dlouhé, obsahující několik hnědých semen 15–25 mm velkých uložených v měkké, v malém množství jedlé dužnině. Plody jsou protáhlého tvaru. Krémová dužina má specifickou chuť (chutí připomíná ovoce jako jsou láhevník, ananas, mango či banán).

## Použití
Vzácně pěstovaný strom u nás používaný jako okrasný keř. Kvalita plodů u nás pěstovaných dřevin je zcela srovnatelná s nejkvalitnějším tropickým ovocem. V době vegetačního klidu snese mráz i −22 °C a více. Dřevina není náročná na řez. Chorobami a škůdci netrpí. Vyžaduje slunné stanoviště, propustné, humózní, přiměřeně vlhké půdy a zimní přikrývku. Množí se semenem, hřížením, nebo řízky. Semenáče mohou zaplodit 5–6 rokem. Pokud rostlinu pěstujeme kvůli plodům, je vhodné ji naroubovat vhodnou odrůdou a opylovat.
Semena jsou jedovatá, ale oplodí je v malém množství jedlé. Jsou známy příklady otrav. Byl užívaný původními obyvateli Severní Ameriky, (indiány), jako potravina. Plody sklízíme od konce září do října.
V 19. století jsou výtažky z rostliny používány jako emetikum, dávidlo. Z rostliny bylo extrahováno 50 bioaktivních sloučenin u nichž je zkoumána možnost použití jako cytostatika. Také má účinky jako diuretikum, laxativum, narkotikum a přípravek proti parazitům.

## Obsahové látky
Plody jsou bohaté na mastné kyseliny, z nichž hlavní je kyselina kaprylová. Obsahují také cis-δ9-a cis-δ11-hexadecenoát,-δ9-cis, cis-δ11-a cis-δ13-oktadecenoát.
Semena, jak prokázalo, obsahují chemické látky asimitrin (derivát ring-hydroxylovaný bis- tetrahydrofuran acetogenin) a 4-hydroxytrilobin (derivát bis-THF se dvěma doprovodnými hydroxylovými skupinami a α, β-nenasycenými γ-lakton s 4-hydroxylovými skupinami)
Tyto chemikálie mají zdá se selektivní cytotoxické účinky vůči adenokarcinomu prostaty (PC-3) a adenokarcinomu tlustého střeva (HT-29) buněčné linie, a tak se mohou stát užitečnými chemoterapeutiky pro tyto typy rakoviny.
Listy také obsahují toxické látky typické pro čeleď láhevníkovité (Annonaceae), acetogeniny, polyketidy které jsou odpuzovadly pro většinu hmyzu. výjimkou jsou otakárkovití, jmenovitě Eurytides marcellus, jehož larvy se živí listy. Stopový obsah polyketidů poskytuje otakárkovi ochranu proti predátorům po zbytek jeho života a činí jej nestravitelným pro ptáky a další dravce.
Kůra obsahuje další acetogeniny, jako je asimin, asiminacin a asiminecin, které se ukázaly být inhibitory mitochondriální NADH: ubichinonní oxidoreduktázy, což činí z moďoulu trojlaločného slibný zdroj pesticidů a protirakovinných sloučenin.

## Odrůdy
Overleese, Davis, Sunflower, Georgia, Sweet Alice, Rebeccas Gold, NC-1, Taylor, Wels, Prolific, Wilson, Mango, Mitchel.

## Ohrožení
Muďoul trojlaločný je ohroženým druhem ve státě New York (USA), a New Jersey (USA). V Kanadě, se vyskytuje pouze v části jižního Ontaria a je kvalifikován jako zranitelný druh. Celosvětově je muďoul trojlaločný hodnocen jako běžný druh.

## Jedovatost
Rostlina je zařazena mezi jedovaté rostliny, jedovaté jsou listy a plody (zejména semena).Mechanismus otravy není známý. Příznaky jsou silné bolesti žaludku, projevuje se dermatitidou. Otravy plody postihují jen menší část obyvatelstva.

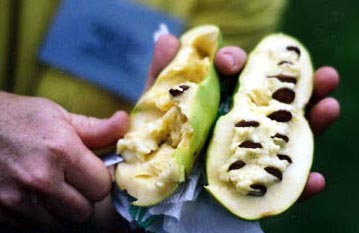
Muďoul trojlaločný, plod zevnitř
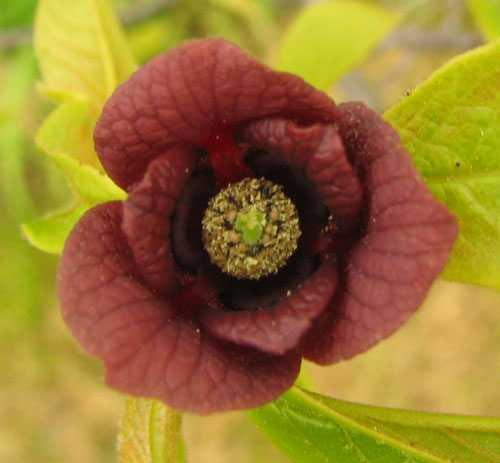
Muďoul trojlaločný, květ
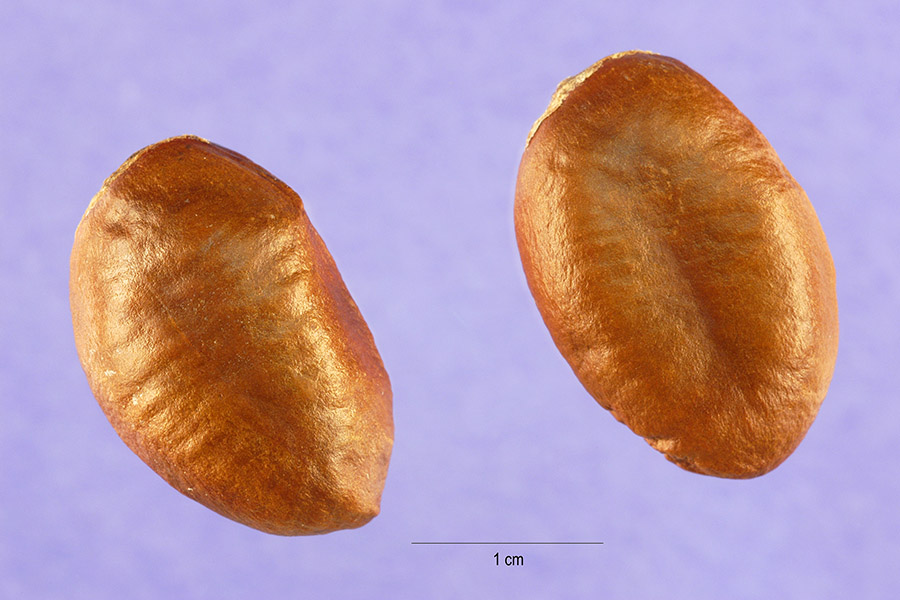
Muďoul trojlaločný – semena
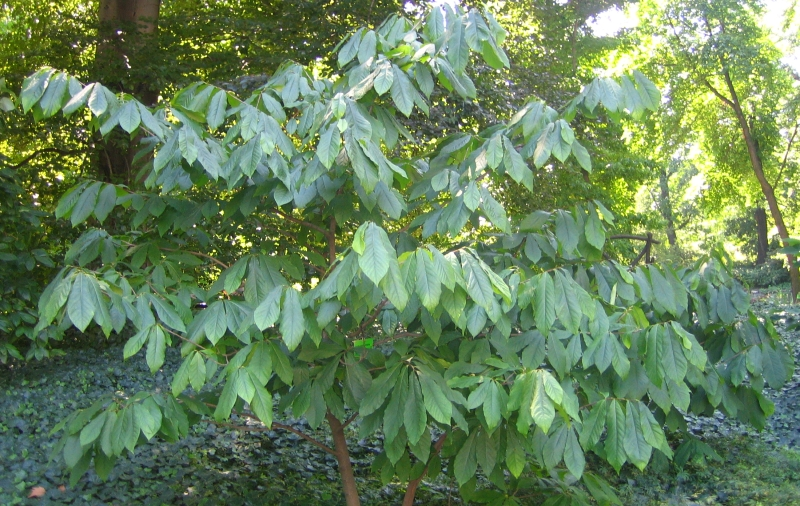
Muďoul trojlaločný – mladý strom